# Kutior
Kutior (Cutia) är ett litet fågelsläkte i familjen fnittertrastar inom ordningen tättingar. Släktet omfattar endast två arter med utbredning i Himalaya och Sydostasien:
- Vitbukig kutia (C. nipalensis)
- Vietnamkutia (C. legalleni)